# 転生コロシアム
『転生コロシアム』（てんせいコロシアム） は、原作：はらわたさいぞう、作画：zuntaによる日本の漫画。副題は「最弱スキルで最強の女たちを攻略して奴隷ハーレム作ります」。『月刊ドラゴンエイジ』（KADOKAWA）にて、2022年9月号（8月9日発売）より連載中。突如、異世界に転移されたゲーマーの高校生が最弱スキルとされるコピー能力でコロシアムを勝ち進むアクション漫画。
2025年3月時点で累計140万部を突破している。

## あらすじ
ゲーム好きの普通の男子高校生である見鏡耕治は、突然、異世界の宗教国家バンブルドルに召喚される。バンブルドルは隣国と戦争中であり、優秀な兵士を欲していた。召喚を行ったのは国の有力者である女性大司教ザイードであり、典型的な異世界ものとしてすぐに事情を察した見鏡はこの先の展開に期待する。ところが、見鏡に加護として与えられた特殊能力（スキル）が「コピー」だと判明すると、ザイードの態度が豹変し、ただちにコロシアムの剣闘奴隷として牢屋に送られる。バンブルドルはスキルの強弱で人権が決まるような厳しい身分社会であり、その中で「コピー」は「超珍しいゴミスキル」であった。
コロシアムの牢屋で出会った同じ奴隷のズールからこの世界のことやスキルについて説明を受けた見鏡は、これが実質的に「ゲーム」と同じだと気づく。ゲームであれば自分は負けないとして見鏡は、自分の人生を気軽にめちゃくちゃにしたザイードへの復讐を決心し、そして「コピー」の能力とゲームで培った機転などを駆使し、強力なスキルを持つ強敵を相手にコロシアムを勝ち進んでいく。

## 登場人物
見鏡耕治（みかがみ こうじ）
本作の主人公。15歳。ゲームが趣味という普通の男子高校生。イケメンではないがさほど悪い外見でもないと評される。コロシアムでの異名は「最弱の剣闘士」。知力も身体能力も普通だがゲームの腕前は高いと自負しており、限られた条件から勝ち筋を探すことに長ける。
スキルは「スキルコピー」。対戦相手のスキルをコピーして使うことができる。ただし、本物よりは威力が弱くなり、また練度まではコピーできない。対等条件なら勝てる理屈がないため、珍しいだけのゴミスキルとみなされている。
戦闘においては最弱ながら強敵の相手を煽るような言動を行い観客を楽しませる。後にデスモスから「アオリスト」と評される。
ズール
剣闘奴隷。女性。牢屋に入れられた見鏡と出会い、彼にこの世界のことやスキルのこと、対戦相手のことなどを教える。自身もザイードに遺恨があることを示唆する。メリーを倒した後は見鏡に期待するようになり、助力を惜しまないようになる。裏社会の人脈などにも長ける。
スキルや戦闘の実力は不明。ただし、メリーからは「固定砲台」のあだ名で呼ばれている。
ザイード
豊満な肉体を持つ女性神官。9人しかしないイーナ教の大司教（第1巻の説明書きでは大神官）。コロシアムの大株主かつ城塞都市ダンゴウの裏社会に深く関わっている有力者。一見、穏やかに見えるが、気に入らないことがあれば一気に激高し、地団駄を踏むなど気性の激しい性格。
物語冒頭で見鏡を召喚するがハズレと知ってただちに剣闘奴隷送りにする。

### ザイード四天王
ザイードの子飼いである最高峰の4人の剣闘士。第13話までに全員が見鏡に倒され、その所有物となる。
メリー・ランドロット
ザイード四天王の一人で女性剣闘士。26歳。「炎の女騎士」の異名を持つ。武門の名家であるランドロット家出身で、16歳で戦場に出たという元騎士という経歴を持つ美女。ロングヘアと巨乳の持ち主。武器は剣。強力なスキルと特殊な装備、剣士としての実力から圧倒的な戦闘力を持つ。コロシアムでの勝敗は登場時20戦20勝。「拷問メリー」の二つ名を持つサディストで、敗者をいたぶることを好む。私室では女体化させた敗者たちを奴隷としてこき使っている。その一方、苛烈な戦いぶりと上述の二つ名が原因で婚期が遅れている焦りがあり、内心では自分を屈服させる強い男を求めている。
スキルはその場に残って燃え続ける炎を出せる「煉獄の炎」。さらに移動系の「バックステップ」など補助スキルも持つ。基本は「煉獄の炎」で敵の可動範囲を狭めた上での剣戟で、逆に自身が炎に焼かれないように触れた炎をかき消す鎧を身に着けている。
四天王最初の相手として見鏡と戦う。そのスキルと戦闘能力で圧倒するが、コピーされたバックステップの想像の埒外の使い方で敗北する。その後、ズールの助言で強気に振る舞う見鏡に上記の内心の出来事から惚れ込んでしまう。以降は奥手な様子で見鏡に接する。
タッグマッチ戦では見鏡との特訓で教えられた二つのスキルを組み合わせた新たなコンボを披露してムサシと白熱した戦いを繰り広げ、見鏡の奮闘もあって勝利し、その際彼への愛情を呟き「『最弱』の騎士」と言う新しい二つ名でも呼ばれるようになる。
マール・バロック
ザイード四天王の一人で女武闘家。18歳。褐色肌で筋肉質な体つきのボーイッシュな美女。そのスキルから「超人」と謳われ、「神速の武闘家」とも呼ばれる。登場時20戦20勝。極めて好戦的かつ嗜虐的で、対戦相手の関節や骨をへし折り、その悲鳴を聞くことを好み「弱肉強食の体現者」とも称される。
剣闘士になる前は実家の道場で師範代を務めていたが、勝つために反則技などを使っていたせいで回りから礼儀や品位を覚えろと言われ、それに反発する形で故郷を出て自由に戦えるコロシアムに流れ着き、そこで剣闘士となった。
スキルはランク5の「攻撃up」「防御up」「速度up」。肉体強化系のスキル3種全て最高ランクで所持しているがゆえの高い身体能力を持ち、天性の武術の才能と合わせて圧倒的な戦闘力を誇る。スキルの対象は範囲内にいる相手を選択して決定するため、他人にもバフをかけることもできる
四天王2人目として見鏡と戦う。そのスキルと戦闘能力で圧倒するものの、発情する秘薬を飲まされるという搦手を使われ完敗する。敗者の掟後はメリーと同じく見鏡に惚れ込むが、普段から積極的に好意を表し、さっぱりした様子を見せる。
タッグマッチ戦では自身と同等かそれ以上の近接格闘能力を持つアレクサンドロスと凄まじい肉弾戦を繰り広げ、パートナーのクリスの支援のせいで徐々に劣勢に陥るが、見鏡がクリスを無力化して2対1に持ち込み、そこから二人でサンドイッチ式ラリアット「クロス・ボンバー」を放ち、アレクサンドロスに大ダメージを与えて試合に勝利する。
アリス・コットン
ザイード四天王の一人。19歳。ツインテールに大きなリボン、ゴスロリ風の衣装を着た見た目は小柄な美少女。異名は「空間交換の魔眼」。四天王の中では特に男嫌いで可愛いものを好む。普段は、基本的に同じような少女的な容姿の侍従を侍らせている。純粋な肉体能力は並以下ながら、後述するスキルの特性から一瞬で勝負を決めることができ、メリーやマール以上の勝数を誇る。　
スキルは「空間交換」。特定の2つの空間を四角柱状態で入れ替えることができ、この能力で切り取られる形になる部分は鋭利に切断される。決まれば一撃必殺の能力。並の「空間交換」では扱える空間はそれほど大きくなく、また精度も難しいところ、大広間の天井を丸ごと切り取って移動できるほどの高ランク、高練度の技が使える。
四天王3人目として見鏡と戦う。圧倒的強者ゆえの油断や見鏡の手足を空間交換の起点にして移動するという捨て身の作戦で敗北する。敗者の掟後は、メリーやマールと違い男嫌いの態度は崩さないが、フィーネ戦で密かに見鏡の手助けをするなど、彼に惚れたような態度を見せる。
フィーネ・カタストロフィー
ザイード四天王の一人である魔法使い。24歳。スマートな体系に四白眼でギザ歯の美女。一人称は「ボク」。スキルの取得に興味を持ち、所持スキルは100を超えるとされ「叡智の書庫」の異名を持つ。毒舌家で、見鏡に敗北したメリーを「スキルが強い『だけ』」、「本性は盛りのついた雌猫」などと貶める。
実は男性で、ザイードの親戚であるスキルオタク。家に引きこもり日夜新しいスキルの習得をしていたところ、ザイードに目をつけられ、魔法で性別を変えられた上で四天王として活動させられていた。本性は臆病者で、普段の仲間にすら強気な態度も、防衛本能から過剰にやっていたものであった。
スキルは多種多様なものを持つ。戦闘では汎用的な属性魔法を用い、2種や3種を混合した応用技も使える。一方では料理など戦闘に関係のない趣味的なスキルも多い。
四天王の最後の相手として見鏡と戦う。豊富なスキルを発揮する一方、事前に見鏡の策でスキルの中身が判明しており、伯仲した勝負になる。その上で実は運営より絶対勝てる八百長の補助を受けていたが、それを知って激怒した見鏡にフィーネでも扱えない混合スキルの上位技を喰らい敗北する。敗北後は男と明かし、本来の気弱な性格を見せるも掟は実行される。
見鏡の奴隷となった後はスキルオタク故か考えられないようなスキルの使い方をする見鏡を見て関心を寄せたり目を輝かせたりするようになる。

### コロシアム運営者
デスモス・サラマンディス
コロシアムの主人。巨人族。見鏡と三周りほども大きな巨大な体躯の角を生やした女性。豪胆な性格。ビジネスとして穏やかに接することも、凄みを見せて相手を恫喝することもできる。最弱スキルでザイード四天王を倒し、かつ観客も魅了した見鏡を気に入り、新たな興業としてタッグマッチ戦を始める。
デスモスの秘書
黒スーツと長髪に眼鏡を掛けた女性で、デスモスに忠実な人物。

### タッグマッチ戦
第14話（第3巻）以降におけるデスモスによって企画されたタッグマッチ戦。
ムサシ・ササキ
東国出身のサムライ。本名不明。無精髭に精悍な若い男性。伝説上のサムライである「ムサシ・ササキ」を名乗るが、剣客として相応の実力を持つ。故郷が統一されてそれ以上の武勲が望めないことから、身分違いの忍者であるリンを娶るため、傭兵としてバンブルドルにやってきたという経緯を持つ。奴隷落ちしても主人を殺して逃げれば良いと安易に考えていたところ、ルナに買われ、彼女に絆されてコロシアムに真剣に臨む。
タッグマッチ戦の最初の相手としてスズと共に見鏡＆メリーペアに挑む。剣客としてメリー以上の戦闘力を見せて戦うが、スズが見鏡に敗れたことで2対1となり敗れる。敗北後はルナを助けて隠れ家に逃げ込む。本来は情報収集のための魔法アイテムで見鏡とスズの激しい性交の音声を聞くことになり、大泣きする。
スズ / リン
ムサシの従者である女忍者。本名はリンで、伝説上の女忍者であるスズを名乗る。ムサシを好いているが身分違いとして弁える。ムサシの本心を知らず、彼に仕えて異国までやってくる。戦闘では狐の半面を被る。
タッグマッチ戦の最初の相手としてムサシと共に見鏡＆メリーペアに挑む。見鏡と直接相対し、互いの分身での互角の戦いとなる。しかし、ムサシへの想いを揶揄され激怒する一言を発見した見鏡に破れ、そのまま勝負自体も敗北する。本来は敗北後も忍びとして見鏡の籠絡などを企んでいたが、、ズールに叱咤された彼の激しい性交で彼への恋心を抱いてしまう。
ルナ
貴族の令嬢である少女。15歳。外見は可愛いらしいが、デスモスとザイードに憧れを持つ野心家。コロシアムにおけるザイードの失脚後に、デスモスが初めたタッグマッチ戦において成り上がることを決意する。そこでムサシらを借金までして雇い入れる。
ムサシらが敗北した後は借金取りに追われる身になり、ムサシの手を借りて隠れ家に逃げ込みスズに持たせていたアイテムで見鏡の情報を得て、それを貴族に売って借金を返そうと考えていたが、聞こえてきたのは性交の音声だけだったため、結局情報を得ることはできなかった。
アレクサンドロス・バーン
バンブルドルの将軍で、大貴族。「鉄血の英雄」の異名をとる褐色の偉丈夫。15歳で戦場に立ち、20代で「超人」、30代で将軍となった経歴を持つ。本来はコロシアムで戦うような人物ではないが、「超人」マールの勇名を知って戦いを望み、旧知のデスモスに頼んであえて自ら剣闘奴隷となる。また、ザイードに依頼してクリスを相棒とする。
タッグマッチ戦の2組目の相手としてクリスと共に見鏡＆マールペアに挑む。
クリス・イーナ
肉感的な体つきをしたシスター。31歳。かなり臆病な性格で、それを反映してか防御と回復の類稀な高スキルのバリア（フルガード）とヒール（クラス4）のスキルを持つ。かつて修道院が賊に襲われた際にスキルを発揮し、それを知ったザイードに目を付けられるようになる。
その出自は捨て子で修道院に拾われてそのままシスターになったという過去を持つ。同期のシスター達が結婚して修道院を去って行く中、焦りがある一方で歪な情欲を持ち、コロシアムで敗北して勝者の性奴隷となることを密かに望む。
タッグマッチ戦ではパートナーのアレクサンドロスをヒールで回復させ、自身はバリアを貼って攻撃を防いでいたが、見鏡の奇策によって一瞬スキルを解除した瞬間に接近され腕を掴まれ、そこからヒールを使えないように全身をくすぐられた挙句、ジャイアントスイングの要領でぶん回され、その恐怖から発動したバリアを貼った状態のまま「人間砲弾」としてアレクサンドロスの方に投げられ激突して気絶してしまう。

### その他の人物
ココ
コロシアムの実況者で毎回試合の実況を行う猫の獣人。
ミミ
ココの後輩で、観客からは永遠の二番手と言われている。見鏡とマールのタッグマッチ戦で風邪で寝込んだココに変わって実況を行う。
ティア・クローバー
空間魔法使いの傭兵。アリス対策でズールに雇われ、見鏡に空間魔法の能力や使い方などを教える。
ガッシュ・バロック
マールの父。42歳（マール5歳時点)）。

## 用語
スキル
異世界の住人が持つ魔法的な技能。様々な種類が存在し他の作品に存在するような物。
習得できるスキルの内容は家系から遺伝するものもあれば、環境や人物の好みなどで決まることもある。
召喚者
見鏡のように異世界に召喚された者を示す言葉。
召喚は戦争の人手を集めるために行われており、上記の通り強力なスキルを保有する者は兵士として戦場へ送られる。逆に弱ければ見鏡のように剣闘奴隷となって、コロシアムに無償で提供される。
ミカガミ成金
賭けの倍率が高い見鏡に賭けて大金を手にした者が成金風に振る舞うこと。下品な者たちが多いため、店の経営者からは厄介がられている。
百列伝
昔の有名な戦士の話をまとめた本。

### 地理
宗教国家バンブルドル
見鏡が召喚された国で隣国ダンブルドルと戦争している。長いこと戦争をしているようで、人手が足りず戦士を異世界より召喚している。宗教国家というがどういった神を崇拝し、宗教に殉じているのかは不明。
城塞都市ダンゴウ
平らに切り開かれた岩山の上に作られた町であり、本作の舞台となるコロシアムが築かれた地。首都に次ぐ大都市で大規模な水路が特徴的な作りをしている。ズール曰くコロシアムのギャンブルによる税収が膨大であり、外から何でも集まる。
剣闘奴隷でも勝てば町中を移動出来るが、都市の外は「移動制限」のスキルによって出ることが出来ない。
ダンブルドル
バンブルドルと戦争している隣国。

## 書誌情報
- はらわたさいぞう（原作）・zunta（作画） 『転生コロシアム』 KADOKAWA〈ドラゴンコミックスエイジ〉、既刊5巻（2025年3月7日現在）
  1. 2023年1月7日発売[4]、ISBN 978-4-04-074832-0
  2. 2023年7月7日発売[5]、ISBN 978-4-04-075043-9
  3. 2024年2月9日発売[6]、ISBN 978-4-04-075319-5
  4. 2024年9月9日発売[7]、ISBN 978-4-04-075590-8
  5. 2025年3月7日発売[8]、ISBN 978-4-04-075835-0